# Kosztromai terület
A Kosztromai terület (oroszul: Костромская область) az Oroszországi Föderációt alkotó jogalanyok egyike (szubjekt), önálló közigazgatási egység, a Központi Körzethez tartozik.
Az európai országrész középső vidékén terül el. Északon a Vologdai, keleten a Kirovi, délen az Ivanovói és a Nyizsnyij Novgorod-i, nyugaton a Jaroszlavli terület határolja. Székhelye Kosztroma. Kiterjedése észak–déli irányban 260 km, nyugat–keleti irányban 420 km.
Területe 60 200 km². Lakossága 717 500 fő (2005), népsűrűsége 11,9 fő/km².

## Természetföldrajz

### Domborzat, vízrajz
A terület a Felső-Volga mentén és az attól északra, északkeletre húzódó, alapvetően sík, dombos, folyóvölgyekkel szabdalt vidéken helyezkedik el. Nyugaton a Kosztromai-alföld, középső részén a Galicsi-hátság és az Unzsa folyó alsó szakasza mentén az Unzsai-alföld, északkeleten a Volga és az Északi-Dvina vízválasztóját képező dombvidék, a Szevernije Uvali egy része húzódik. A tengerszint feletti legmagasabb pontja 292 m.
Összes folyóvizeinek hossza 14 694 km; 22 olyan folyója van, melynek itteni hossza meghaladja a 100 km-t. A régió majdnem teljes egészében a Volga vízgyűjtőjéhez tartozik, a folyó 89 km-en át halad a Kosztromai terület déli vidékein, nyugat-keleti irányban.
Északon erednek és folynak alapvetően déli, délnyugati irányban itteni legfontosabb bal oldali mellékfolyói: a Kosztroma folyó, – melynek alsó szakasza a terület nyugati határán folyik, – az Unzsa (ennek jelentős mellékfolyója a Nyeja) és a keleti tájak vizeit összegyűjtő Vetluga.
Az összterület közel 2,3%-át alkotó mocsarak többsége a déli, délnyugati részen található. Legnagyobb természetes állóvizei a középső vidéken elterülő Galicsi-tó (72 km²) és attól északkeletre a Csuhlomai-tó (43,5 km²). A Nyizsnyij Novgorodi-víztározó megépítésekor, több kisebb tó és a Kosztromai-alföld egy részének elárasztásával jött létre a Kosztromai-víztározó (174 km²).

### Ásványkincsek
A területen az építőiparban használatos homok, mészkő, részben a téglagyártás, részben az üvegipar által felhasználható agyagok, továbbá tőzeg, foszforit jelentős mennyiségben fordul elő. Az eddigi vizsgálatok azonban sokkal jelentősebb ásványkincsek: kőolaj, gyémánt, titán jelenlétét is valószínűsítik. A jövőben esetleg kitermelhető szénhidrogén-készletek nagyságát 1670 millió tonnára becsülik. A északnyugati járások egyes részein perspektivikus lehet a gyémántbányászat, Galics körzetének alsó kréta üledékes kőzeteiben pedig titán, cirkónium számottevő előfordulásai valószínűsíthetők.

### Éghajlat
Éghajlata mérsékelten kontinentális. A januári középhőmérséklet délnyugaton –12 °C, északkeleten –14 °C, a júliusi általában 18 °C. Az északi tájakon a tél sokkal hosszabb, a nyár sokkal rövidebb, mint délen. Enyhüléskor a téli legmagasabb hőmérséklet + 3 °C, a júliusi legalacsonyabb hőmérséklet lehűléskor kb. ugyanennyi. Az abszolút hőmérsékletek közötti különbség eléri a 83-85 °С-ot. A tenyészidő 156-166 nap.
Kosztroma városában a csapadék mennyisége éves átlagban 554 mm, a csapadékos napok száma 156. Az uralkodó szélirány ősszel és télen nyugat-délnyugati; tavasszal északnyugati, délnyugati; nyáron nyugati, de a keleti tájakon gyakran északi.

### Növény- és állatvilág
A terület a déli tajga övezetében fekszik, 73-74%-át borítja erdő. A gyéren lakott északkeleti, keleti tájakon hatalmas összefüggő erdőségek húzódnak. Legelterjedtebb az erdeifenyő, továbbá a lucfenyő, a nyír és a nyárfa. Az erdőkben rendkívül sok a vadon termő gyógynövény, bogyósnövény, például az ehető fekete- és vörös áfonya, berkenye, málna. Nyolcvannál több ehető gombafélét tartanak nyilván. 14 fafaj és 150 fűféle tartozik a védett növények közé.
Az állatvilágot a déli tajga és a vegyes erdő tipikus fajai képviselik: a nagyobb ragadozók között barna medve, farkas, hiúz, továbbá patások jávorszarvas, rovarevők. A madarak között – verébalakúak, bagolyfélék, ragadozómadarak. Összesen 367 állatfajt tartanak nyilván, köztük 56 emlős-, 240 madár- és 57 halfajt.

### Természetvédelem
A Kologrivi erdő természetvédelmi terület (Kologrivszkij lesz) létrehozását a központi kormány 2006 elején kiadott rendelete írja elő. Célja a déli tajga őshonos fenyveseinek, természeti rendszerének megóvása. A csaknem 59 000 hektárnyi védett területet az Unzsa és mellékfolyója, a Nyeja medencéjében alakították/alakítják ki, a Kologrivi, a Manturovoi, a Nyejai, a Parfenyevoi és a Csuhlomai járásokhoz tartozó részeken. Erdőiben mintegy 300 féle gerinces állat, 38 ritka vagy veszélyeztetett növény-, 69 ritka vagy veszélyeztetett állatfaj él.

## Történelem
A Volga partján fekvő Kosztroma városát 1152-ben alapították. A kosztromai földeken a 15. századig a Kosztromai- és a Galicsi fejedelemség osztozott. Miután a Moszkvai fejedelemségnek sikerült meghódítania őket, az orosz állam közigazgatási egységeivé („ujezd”) váltak. Egy időben erre vezetett az északra, Arhangelszkbe vezető kereskedelmi útvonal, ennek köszönhették hírüket az ősi városok: Galics, Csuhloma, Szoligalics. Amikor azonban a kereskedelem súlypontja áttevődött a Balti-tengerre és Szentpétervárra, fejlődésük megállt, és a térség peremvidékké változott. (1708-ban, a kormányzóságok kialakításakor a kosztromai rész a Moszkvai kormányzóság, a galicsi az Arhangelszki kormányzóság része lett. 1778-ban ezeket újra egyesítették, majd 1779-ben megalakították a Kosztromai kormányzóságot.

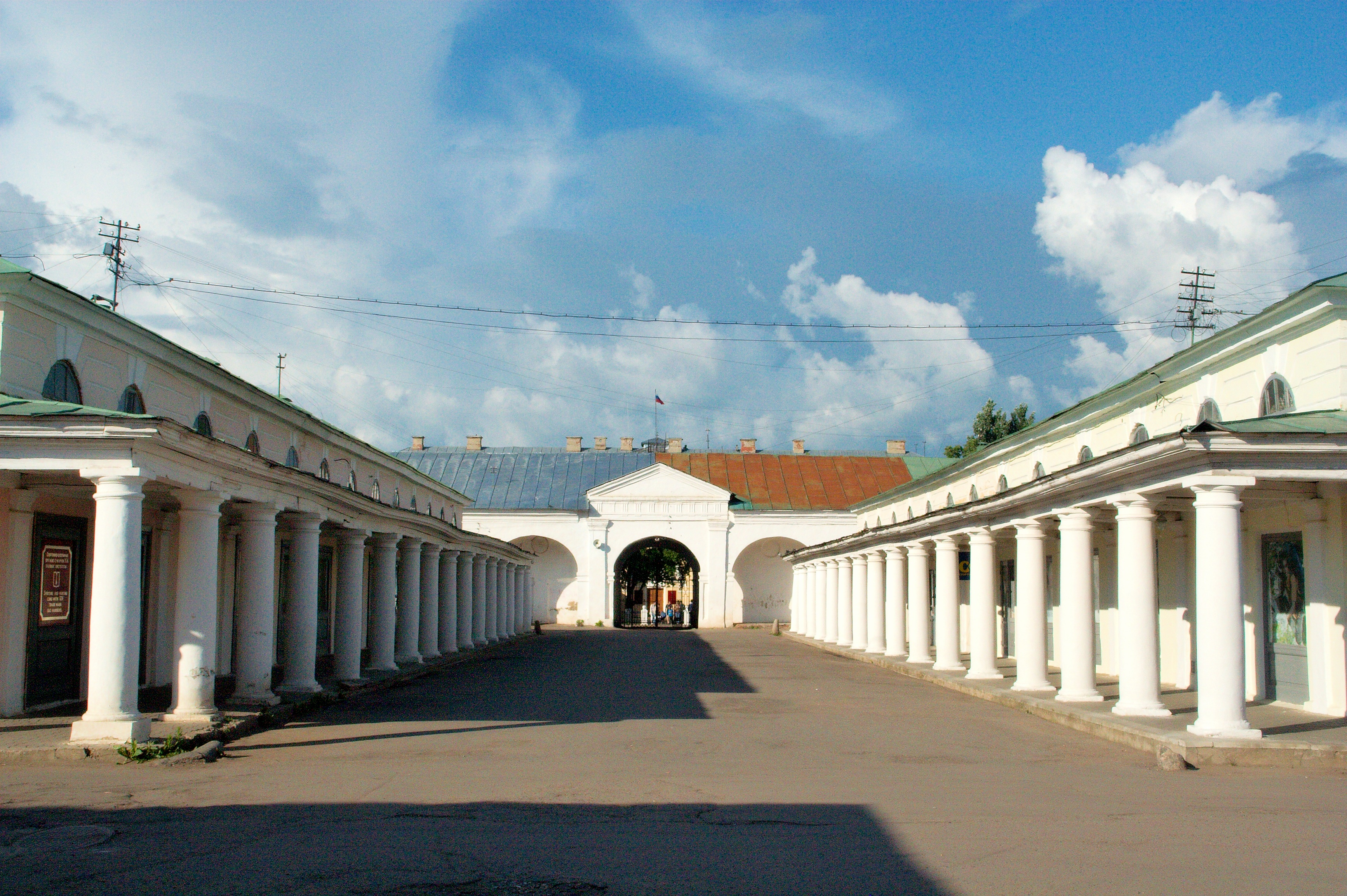
Az egykori kereskedősor Kosztromában.

A 18. század második felében egyre több kisebb üzem, elsősorban textilmanufaktúra alakult, de nagy többségük a következő század közepén már nem működött. Újabb fellendülés az 1861-es jobbágyfelszabadítás után kezdődött, amikor a lenipar, majd később a pamutipar is gyors fejlődésnek indult, és a térségben az ország egyik textilipari központja alakult ki. Az 1866-ban alapított Nagy Kosztromai Manufaktúra 50 év alatt Európa egyik legnagyobb lenfonó és -szövőgyára lett (a szovjet időszakban Lenin nevét vette fel, ma ismét régi nevét használja).
A Volgán kibontakozó gőzhajózás és az 1887-ben megépített Nyerehta-Kosztroma vasútvonal (bár az csak a folyó jobb partjáig ért) bekapcsolta a déli körzeteket az országos kereskedelembe, termékei egyes európai országokban is megjelentek. Az 1906-ban megnyitott északi (Vologda-Vjatka) vasútvonal a távolabbi vidékekkel is összeköttetést teremtett, ami lendületet adott a fakitermelő és fafeldolgozó-iparnak. A vasút és a folyók találkozásánál alakultak ki az ottani fontosabb városok: Nyeja (az azonos nevű folyón), Manturovo (az Unzsa-folyón) és Sarja (a Vetluga-folyón).
1922-ben több körzetet („ujezd”) leválasztottak és a szomszédos kormányzóságokhoz csatoltak. A Kosztromai kormányzóság 1,4 millió fős lakossága 1922-ben kevesebb mint a felére csökkent. Az 1929-es újabb átszervezések során a Kosztromai kormányzóságot megszüntették, területének nagy része az Ivanovói ipari területbe olvadt be, majd az ebből 1936-ban kivált Jaroszlavli területhez került. A Kosztromai területet a mai határok között 1944. augusztus 13-án hozták létre.

## Gazdaság

### Ipar
A Központi Gazdasági Körzethez tartozó terület vezető, sőt sokáig egyetlen jelentős iparága a textilipar volt. 1936-ban Kosztromában újabb hatalmas (Zvorikin mérnökről elnevezett) lenipari kombinát kezdte meg termelését, emellett a kisebb városokban is működtek textilüzemek. A divat és az iparág változásai, majd különösen a Szovjetunió felbomlása a helyi textiliparban súlyos gondokat okozott. A legnagyobb kombinátok (a Nagy Manufaktúra, a Zvorikin-féle kombinát) talpon tudtak maradni és ma is az ország fontos textilipari bázisai, de sok kisebb lenipari gyár beszüntette működését.
A fafeldolgozó-ipar központjai hagyományosan az északi vasút mentén, Nyeja, Manturovo, Sarja városokban alakultak ki. Utóbbiban a legnagyobb faipari kombinátot („Krono Star”, korábbi nevén „Sarjalesz”) külföldi befektetők korszerűsítették és tették nyereségessé.
Az ipar vezető ágazata az elektroenergetika. Négy hőerőműve közül a „Kosztromai”-nak nevezett, de valójában a várostól 40 km-re, Volgorecsenszkben működő erőmű a legnagyobb (3600 megawatt), az ország 50 régiójában vásárolnak innen áramot. Szintén Volgorecsenszkben létesítették a 2000-es évek elején a gázipar megrendeléseit teljesítő korszerű csőgyárat („Gazpromtrubinveszt”).
A terület jelentős saját kohászattal nem rendelkezik és a legnagyobb gépipari központok közé sem tartozik. Az iparág fontosabb termékei: exkavátorok és fúrógépek („Ekszko”, korábbi nevén „Rabocsij metalliszt”), autódaruk, gépkocsialkatrészek, textilipari gépek gyártása.
A Szovjetunió utolsó évtizedében atomerőmű építését tervezték Buj város közelében. Egy kisebb település felépült az építők és a személyzet számára (Csisztije Bori), az építkezés is elkezdődött, de a csernobili katasztrófa árnyékában kibontakozó tiltakozás miatt félbe is maradt.

### Mezőgazdaság
A mezőgazdasági termelés főleg a fejlettebb délnyugati körzetekben és az ipari központok környékén összpontosul A vetésterületek az utóbbi időkben gyorsan csökkentek, különösen a távolabbi vidékeken. Az összterület 73-74%- erdő, 17%-a mezőgazdasági művelés alá vont terület. Vezető ágazat a szarvasmarhatenyésztés (híres a kosztromai fajta) és a városellátó gazdálkodás (tej, zöldség, hús). A növénytermesztésben jelentős a takarmánynövények aránya, az utóbbi években növekedett a korábban elhanyagolt len vetésterülete.

### Közlekedés
Az 1906-ban megnyitott, a területet nyugat-keleti irányban átszelő vasútvonal ma már az országos jelentőségű Transzszibériai vasút északi ágának része, egyúttal a helyi gazdaságnak is egyik legfontosabb tényezője. 1932-ben megépült Kosztromában a Volgán át vezető vasúti híd, 1956-ban adták át a Kosztroma és Galics (az északi vonal egyik állomása) közötti vasútvonalat, ezzel a közigazgatási központ az egyik legfontosabb vasúti csomópont is lett. A városnak repülőtere és a Volgán folyami kikötője is van. A legfontosabb vízi út természetesen a Volga, három nagyobb mellékfolyójának alsó szakaszai szintén hajózhatók.
Az úthálózat a délnyugati részeken viszonylag sűrű, északon és keleten jóval ritkább. A szilárd burkolatú utak sűrűsége átlagosan: 98,2 km/1000 km². A keleti vidékek két legfontosabb közútja hosszú szakaszokon az Unzsa, illetve a Vetluga völgyében vezet.

## Népesség
A lakosság lélekszáma 717 500 fő (2005), az utóbbi 15 év alatt mintegy 10%-kal csökkent. A városban lakók aránya 67,7%, az országos átlagnál alacsonyabb. A népsűrűség 11,9 fő/km²; délnyugaton ennél nagyobb (Kosztroma város és környéke), keleten jóval kisebb. Lakóinak 59,2%-a munkaképes korban van, kb. 23% ennél idősebb. Az átlagos életkor 37,8 év. A területen nyolcvannál több nemzetiség képviselői élnek.
Nemzetiségi összetétel a 2002-es népszámlálási adatok szerint (ezer fő): oroszok (704,0); ukránok (8,0); tatárok (2,7); belaruszok (2,4); cigányok (1,5); örmények (1,5);
azeriek (1,4); moldávok (1,0). (A többi nemzetiség 1000 fő alatt.)

### A legnépesebb települések
A lélekszám 2005. január 1-jén (ezer fő):
- Kosztroma – 275,9
- Buj – 26,5
- Nyerehta – 25,4
- Sarja – 24,8
- Manturovo – 18,9
- Galics – 18,5
- Volgorecsenszk – 17,9
- Vetluzsszkij – 13,3
- Nyeja – 11,2

(A többi település 10 000 fő alatt.)

## Közigazgatás, politika
A Kosztromai terület élén a kormányzó áll. 
- Viktor Andrejevics Sersunov: 1996. január –  2007. szeptember 20. (autóbalesetben életét vesztette)
- Igor Nyikolajevics Szljunyajev: 2007. október 25. – 2012. április 13.
- Szergej Konsztantyinovics Szitnyikov: 2012. április 28. óta (előtte két hétig ideiglenes megbízással)

Területi parlamenti (duma) választásokat utoljára 2005. december 4-én tartottak. A választások eredményeként a területi dumában a képviselői helyek az alábbiak szerint oszlanak meg:
- Egységes Oroszország Párt: 14 hely
- Kommunista Párt: 5 hely
- Liberális Demokrata Párt: 2 hely
- Haza Szövetség: 2 hely
- Agrárpárt: 2 hely
- Oroszországi Élet Párt: 1 hely
- Függetlenek: 9 hely

2006 óta a Kosztromai területen 303 helyi önkormányzat működik. Közülük 6 városi körzet (gorodszkoj okrug) és 24 járás (rajon), továbbá 31 városi község (gorodszkoje poszelenyije) és 262 falusi község (szelszkoje poszelenyije). 2005 nyarán tartották a helyhatósági választásokat. A városi körzetek és a járások a következők:

### Városi körzetek
- Kosztroma
- Volgorecsenszk
- Buj
- Galics
- Manturovo
- Sarja

### Járások

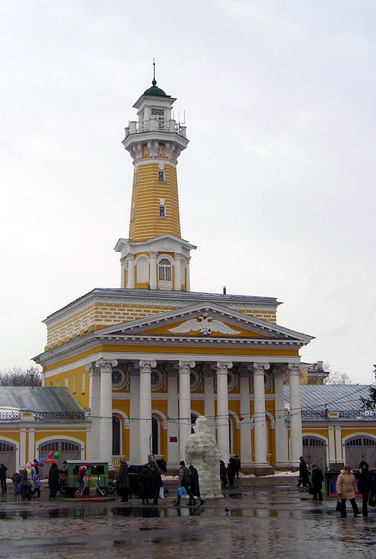
A tűztorony épülete Kosztromában (1823-26).

A közigazgatási járások neve, székhelye és 2010. évi népességszáma az alábbi:
| Magyar név           | Orosz név            | Székhely           | Lélekszám |
| -------------------- | -------------------- | ------------------ | --------- |
| Antropovói járás     | Антроповский район   | Antropovo          | 7 182     |
| Buji járás           | Буйский район        | Buj                | 11 829    |
| Csuhlomai járás      | Чухломский район     | Csuhloma           | 11 346    |
| Galicsi járás        | Галичский район      | Galics             | 8 738     |
| Kadiji járás         | Кадыйский район      | Kadij              | 8 374     |
| Kologrivi járás      | Кологривский район   | Kologriv           | 6 474     |
| Kosztromai járás     | Костромской район    | Kosztroma          | 44 524    |
| Krasznojei járás     | Красносельский район | Krasznoje-na-Volge | 17 845    |
| Makarjevi járás      | Макарьевский район   | Makarjev           | 15 968    |
| Manturovói járás     | Мантуровский район   | Manturovo          | 4 978     |
| Mezsai járás         | Межевской район      | Georgijevszkoje    | 4 461     |
| Nyejai járás         | Нейский район        | Nyeja              | 4 325     |
| Nyerehtai járás      | Нерехтский район     | Nyerehta           | 11 416    |
| Oktyabrszkij járás   | Октябрьский район    | Bogovarovo         | 4 946     |
| Osztrovszkojei járás | Островский район     | Osztrovszkoje      | 12 787    |
| Parfenyjevói járás   | Парфеньевский район  | Parfenyjevo        | 6 391     |
| Pavinói járás        | Павинский район      | Pavino             | 5 102     |
| Piscsugi járás       | Пыщугский район      | Piscsug            | 5 201     |
| Ponazirevói járás    | Поназыревский район  | Ponazirevo         | 8 456     |
| Sarjai járás         | Шарьинский район     | Sarja              | 10 390    |
| Szoligalicsi járás   | Солигаличский район  | Szoligalics        | 10 265    |
| Szugyiszlavli járás  | Судиславский район   | Szugyiszlavl       | 13 077    |
| Szuszanyinói járás   | Сусанинский район    | Szuszanyino        | 7 587     |
| Vohmai járás         | Вохомский район      | Vohma              | 10 152    |